# Igor Miličić
Igor Miličić (Slavonski Brod, Croacia, 9 de junio de 1976) es un entrenador croata con nacionalidad polaca de baloncesto. Actualmente dirige a la Selección de baloncesto de Polonia.

## Trayectoria

### Como jugador
Miličić fue un base formado en el KK Split en la década de 1990 y llegó a formar parte de la selección nacional de baloncesto sub-18 de Croacia que ganó la plata en el Campeonato Europeo Sub-18 de la FIBA de 1994. Tras sufrir una grave lesión y un largo tiempo de recuperación, se trasladó a la Liga Polaca de Baloncesto donde jugó durante varias temporadas en distintos equipos como Polonia Varsovia, Prokom Sopot y AZS Koszalin. 
Miličić también tuvo experiencias en Grecia con Iraklis BC, en Kosovo con KB Trepça, en Bélgica con Belfius Mons-Hainaut, en Rusia con BC Enisey, entre otros.

### Como entrenador
Miličić se retiró en 2013 como jugador del AZS Koszalin y comenzó su carrera en los banquillos en el mismo club como entrenador asistente de Zoran Sretenović. Después de una serie de malos resultados y cambios de entrenador, Miličić fue nombrado primer entrenador en 2014. Bajo la dirección de Miličić, el equipo ganó nueve de los últimos diez partidos de la temporada 2013-14 de la PLK, lo que los clasificó para los playoffs. En la siguiente temporada, llevó al equipo a la 3.ª posición antes de los playoffs. 
En la temporada 2015-16, firmó por el Anwil Włocławek en el que estuvo durante cinco temporadas y al que llevó a ganar dos campeonatos de la liga polaca.
En la temporada 2020-21, firma por el Stal Ostrów Wielkopolski con el que ganó otro campeonato de la liga polaca.
El 26 de diciembre de 2022, se convirtió en el entrenador del Beşiktaş de la Basketbol Süper Ligi por temporada y media.
El 16 de junio de 2023, firma por el Napoli Basket de la Lega Basket Serie A, equipo que condujo a la victoria en la Copa de Italia de 2024.

#### Selección
El 2 de octubre de 2021, es nombrado entrenador de la Selección de baloncesto de Polonia. Miličić lideró a Polonia para lograr la cuarta posición en el EuroBasket 2022, derrotando a Eslovenia en los cuartos de final.

## Clubes

### Como entrenador
- 2014–2015: AZS Koszalin
- 2015–2020: Anwil Włocławek
- 2020-2022: Stal Ostrów Wielkopolski
- 2022-2023: Beşiktaş
- 2023-2024: Napoli Basket